# Club de Fútbol Playas de Calviá
El Club de Fútbol Playas de Calviá (en catalán Club de Futbol Platges de Calvià) es un club de fútbol español del municipio de Calviá, en Baleares, que juega sus partidos en el Polideportivo Municipal de Magaluf. Actualmente compite en el grupo XI de la Tercera División de España. Su máximo rival es el Magaluf FC.

## Historia
El club es resultado de la fusión, en 1990, del CD Cade Paguera, el CD Santa Ponsa y el CD Maganova-Juve. Ese mismo año finalizaría en primera posición del grupo balear de Tercera División, aunque no conseguiría el ascenso. Tras un lustro encadenando buenas actuaciones en Tercera, siguió una década de lucha en la parte baja de la clasificación, para acabar descendiendo a Preferente en 2006. En la década de los 2010 se convirtió en equipo ascensor hasta que en 2016 absorbió al Club Deportivo Montuiri quedándose con su plaza en Tercera División.

## Palmarés

### Trofeos regionales
- Copa R.F.E.F (Fase Autonómica): (1) 1993-94